# Iwan Biakow
Iwan Iwanowicz Biakow (ros. Иван Иванович Бяков, ur. 21 września 1944 w Isakowcach, zm. 4 listopada 2009 w Kijowie) – radziecki biathlonista, dwukrotny mistrz olimpijski.

## Kariera
Pierwszy sukces w karierze osiągnął w 1972 roku, kiedy razem z Aleksandrem Tichonowem, Rinatem Safinem i Wiktorem Mamatowem zdobył złoty medal w sztafecie na igrzyskach olimpijskich w Sapporo. W biegu indywidualnym rywalizację ukończył na dwunastej pozycji. Na rozgrywanych cztery lata później igrzyskach w Innsbrucku wystąpił tylko w sztafecie, w której reprezentacja ZSRR w składzie: Aleksandr Jelizarow, Iwan Biakow, Nikołaj Krugłow i Aleksandr Tichonow zdobyła kolejny złoty medal.
W międzyczasie wystąpił na mistrzostwach świata w Mińsku w 1974 roku, gdzie zajął siódme miejsce w biegu indywidualnym i czterdzieste w sprincie. Był też trzynasty w biegu indywidualnym podczas mistrzostw świata w Anterselvie rok później. W 1973 roku był mistrzem ZSRR w biegu indywidualnym.
Po zakończeniu kariery pracował jako trener, prowadził między innymi reprezentację Ukrainy. W latach 1992–1998 był pierwszym prezydentem Ukraińskiej Federacji Biathlonu. Był też członkiem Ukraińskiego Komitetu Olimpijskiego.

## Osiągnięcia

### Igrzyska olimpijskie
| Rok  | Miejscowość | Konkurencje | Konkurencje | Konkurencje | Konkurencje | Konkurencje | Konkurencje | Konkurencje |
| Rok  | Miejscowość | IN          | SP          | PU          | MS          | RL          | MR          | SR          |
| ---- | ----------- | ----------- | ----------- | ----------- | ----------- | ----------- | ----------- | ----------- |
| 1972 | Sapporo     | 12.         | nd.         | nd.         | nd.         | 1.          | nd.         | –           |
| 1976 | Innsbruck   | –           | nd.         | nd.         | nd.         | 1.          | nd.         | –           |

### Mistrzostwa świata
| Rok  | Miejscowość | Konkurencje | Konkurencje | Konkurencje | Konkurencje | Konkurencje | Konkurencje | Konkurencje |
| Rok  | Miejscowość | IN          | SP          | PU          | MS          | RL          | MR          | SR          |
| ---- | ----------- | ----------- | ----------- | ----------- | ----------- | ----------- | ----------- | ----------- |
| 1974 | Mińsk       | 7.          | 40.         | nd.         | nd.         | –           | nd.         | –           |
| 1975 | Anterselva  | 13.         | –           | nd.         | nd.         | –           | nd.         | –           |